# Nepalesiske rupee
Den nepalesiske rupee er den officielle valuta i Nepal. Den opdeles i 100 paisa, hvilket ikke længere er særlig aktuelt som følge af inflationen.
Den internationale ISO 4217 kode for den nepalesiske rupee er NPR.